# Sergei Alexejewitsch Sernow

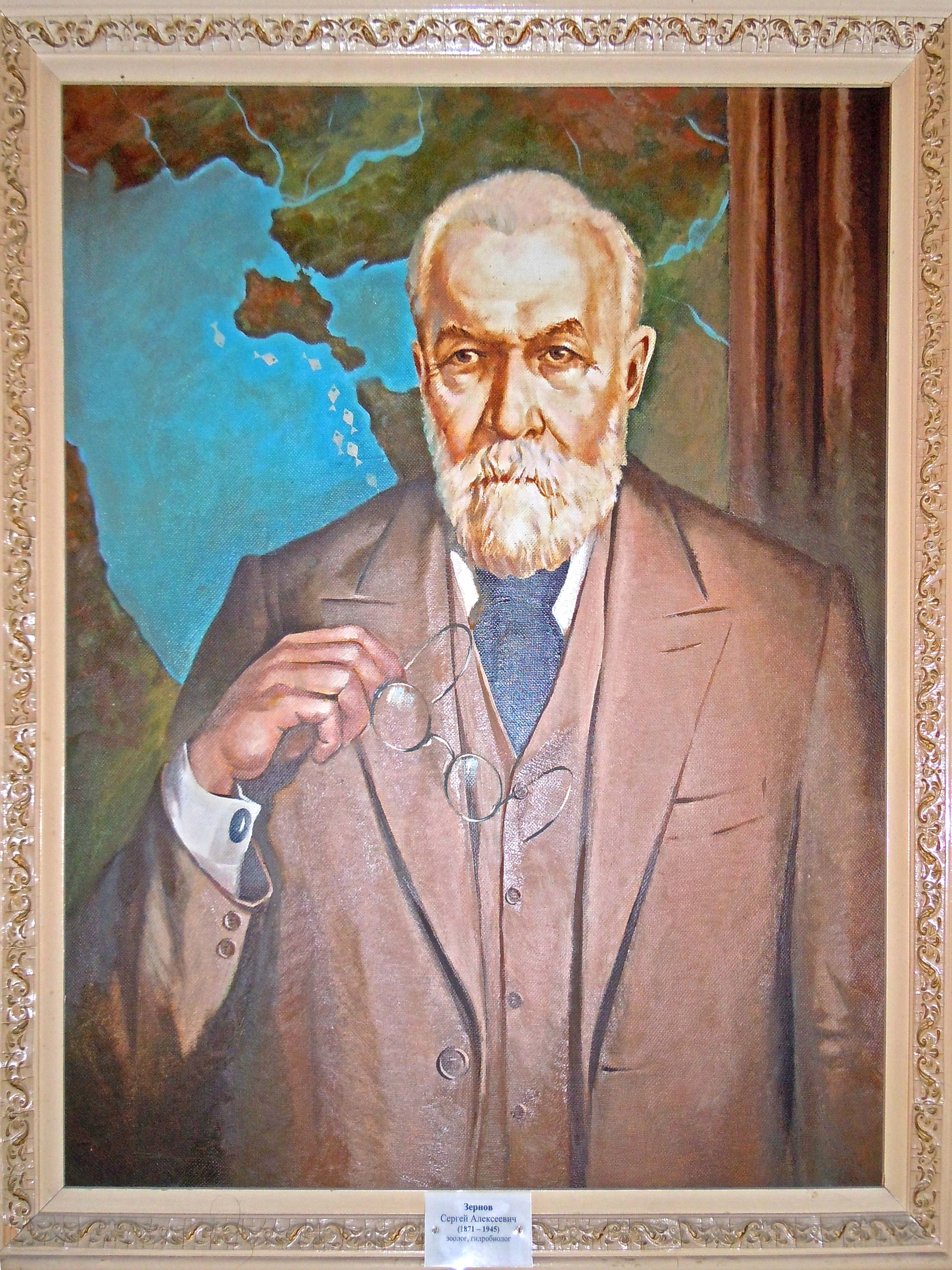
Sergei Alexejewitsch Sernow (Institut für Meeresbiologie, Odessa)

Sergei Alexejewitsch Sernow (russisch Сергей Алексеевич Зернов; * 29. Maijul. / 10. Juni 1871greg. in Moskau; † 22. Februar 1945 in Leningrad) war ein russischer Zoologe, Hydrobiologe und Hochschullehrer.

## Leben
Sernow stammte aus einer Kaufmannsfamilie. Er besuchte das 4. Moskauer Jungengymnasium und studierte an der physikalisch-mathematischen Fakultät der Universität Moskau (MGU) mit Abschluss 1895. Darauf wurde er außerplanmäßiger Assistent im Zoologischen Museum der MGU und leitete die von Nikolai Jurjewitsch Sograf 1891 gegründete erste russische Hydrobiologische Süßwasserstation am Glubokoje-See im Westen Moskaus zwischen Rusa und Swenigorod.
1897 wurde Sernow wegen seiner revolutionären Aktivitäten in der Moskauer Arbeiterunion verhaftet und aus Moskau nach Malmysch verbannt. Nach dem Ende der Verbannung durfte er nicht nach Moskau zurückkehren, so dass er sich in Kasan niederließ. Dort beteiligte er sich unter der Leitung Alexei Alexandrowitsch Ostroumows am Aufbau des zoologischen Museums. 1899 zog er mit seiner Familie auf Einladung des taurischen Gouvernementssemstwo nach Simferopol und wurde Kustos des neuen naturgeschichtlichen Museums. Im Mai 1900 nahm er an der Expedition zum Asowschen Meer teil, worauf er seine erste wissenschaftliche Veröffentlichung über das Plankton des Asowschen Meeres veröffentlichte.

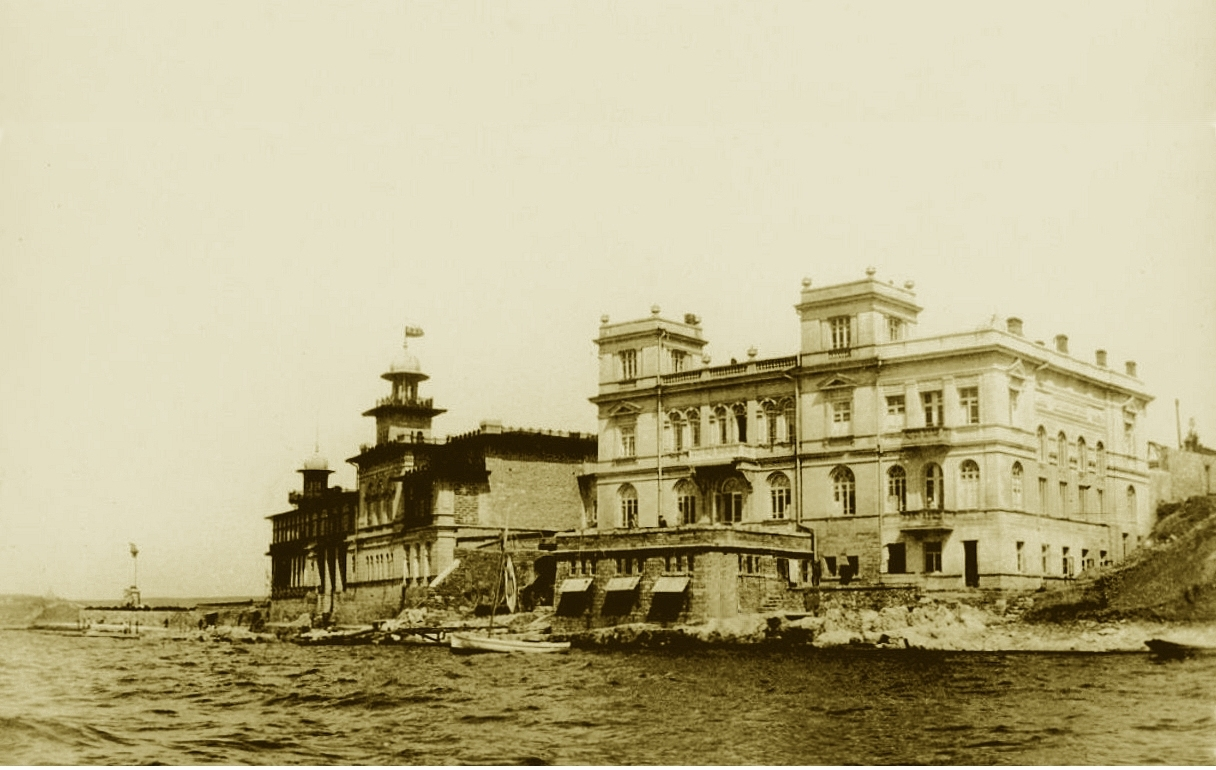
Biologische Station Sewastopol (1911)

Im März 1902 wurde Sernow als Seniorbiologe Leiter der 1871 gegründeten Biologischen Station Sewastopol, das später das Meeresinstitut Sewastopol wurde. Er veröffentlichte weitere Arbeiten über das Plankton. 1908 entdeckte er im nordwestlichen Schwarzen Meer westlich der Krim eine riesige Ansammlung der Phyllophora-Rotalgen auf einer Fläche von mehr als 10.000 km², die dann Sernow-Phyllophora-Feld genannt wurde. Dies ermöglichte die industrielle Gewinnung von Iod und Agar. Im Verlaufe von 12 Jahren erforschte er die hydrobiologischen Bedingungen im Schwarzen Meer und sammelte Materialien für seine große Arbeit über die Biozönosen des Schwarzen Meeres, die ein Grundstein für die noch junge Hydrobiologie wurde und 1913 erschien. Mit dieser Arbeit promovierte ihn die MGU 1914 zum Magister der Zoologie.
1914 gründete Sernow am Moskauer Institut für Landwirtschaft in der Fakultät für Fischwirtschaft den ersten Lehrstuhl für Hydrobiologie. Nach der Oktoberrevolution wurde er 1917 der erste Dekan der RabFak am Moskauer Institut für Landwirtschaft. 1924 gründete er einen Lehrstuhl für Hydrobiologie an der MGU, den er nun leitete.  Zusammen mit Nadeschda Gajewskaja gründete er 1928 in Moskau das Hydrobiologische Museum, das später nach Kaliningrad verlegt wurde und seit 1988 Gajewskajas Namen trägt. 1931 wurde er zum Vollmitglied der Akademie der Wissenschaften der UdSSR (AN-SSSR, seit 1991 Russische Akademie der Wissenschaften (RAN)) gewählt. Im selben Jahr wurde er Direktor der  Biologischen Station Sewastopol. 1935 gründete er und leitete dann die neue Biologische Station Murmansk der AN-SSSR als Ersatz für die alte zerstörte. Daneben war er 1931–1942 Direktor des Zoologischen Instituts der AN-SSSR in Leningrad. Er war an der Organisation der Hauptverwaltung für Fischerei und des schwimmenden Marine-Instituts in Murmansk beteiligt. Er war der Vertreter der UdSSR 1922 auf dem ersten Limnologie-Kongress in Kiel, 1925 auf dem dritten in Leningrad und 1927 auf dem vierten in Italien und Mitglied des Präsidiums der International Society of Limnology.
Sernow wurde an den Literatenbrücken auf dem Wolkowo-Friedhof begraben.

## Ehrungen
- Leninorden (1945)[8]